# Phillip Griffiths
Pour les articles homonymes, voir Griffiths.
Ne doit pas être confondu avec Phillip Griffith (en), un autre mathématicien américain travaillant en géométrie algébrique.
Phillip Augustus Griffiths IV (né le 18 octobre 1938) est un mathématicien américain, connu pour ses travaux dans le domaine de la géométrie, et en particulier son approche des variétés complexes en géométrie algébrique. Il est notamment l'un des développeurs principaux de la théorie des variations de structure de Hodge en théorie de Hodge et de la théorie des espaces de modules. Il a également travaillé sur les équations aux dérivées partielles, et travaillé avec Shiing-Shen Chern, Robert Bryant et Robert Gardner sur les systèmes différentiels extérieurs. 

## Carrière professionnelle
Il a obtenu son B. S. au Wake Forest College de l'université de Wake Forest en 1959 et son Ph. D. à l'université de Princeton en 1962 sous la direction de Donald Spencer avec une thèse intitulée « On Certain Homogeneous Complex Manifolds ». Depuis lors, il a occupé des postes à l'université de Californie à Berkeley (1962-1967), à Princeton (1967-1972), à l'université Harvard (1972-1983) et à l'université Duke (1983-1991). De 1991 à 2003, il a été directeur de l'Institute for Advanced Study de Princeton. Il a publié des articles en géométrie algébrique, géométrie différentielle,  théorie des fonctions géométriques et la géométrie des équations aux dérivées partielles. 
Griffiths est président du Science Initiative Group de l'Institute for Advanced Study. Il est coauteur, avec Joe Harris, de Principles of Algebraic Geometry, un ouvrage réputé sur géométrie algébrique complexe. 

## Prix et honneurs
En 1979, Griffiths est lauréat du prix Heineman. En 2008, Griffiths a reçu le prix Wolf, conjointement avec Pierre Deligne et David Mumford et la médaille Brouwer. En 1979, il et membre de l'Académie américaine des sciences
En 2012, il est devenu membre de l'American Mathematical Society. De plus, Griffiths a reçu en 2014 le prix Leroy P. Steele pour l'ensemble de ses travaux de l'American Mathematical Society, après avoir déjà obtenu le prix Leroy P. Steele  en 1971. Toujours en 2014, Griffiths a reçu la médaille Chern pour sa vie consacrée aux mathématiques et pour ses réalisations exceptionnelles. 
Il est membre de l'Académie des Lyncéens et de l'Académie américaine des arts et des sciences. Il est grand-croix de l'ordre national du Mérite scientifique.

## Publications (sélection)

### Articles
- Phillip A. Griffiths, « On certain homogeneous complex manifolds », Proc Natl Acad Sci U S A, vol. 48, no 5,‎ 1962, p. 780–783 (PMID 16590943, PMCID 220851, DOI 10.1073/pnas.48.5.780, Bibcode 1962PNAS...48..780G)
- Phillip A. Griffiths, « Some remarks on automorphisms, analytic bundles, and embeddings of complex algebraic varieties », Proc Natl Acad Sci U S A, vol. 49, no 6,‎ 1963, p. 817–820 (PMID 16591103, PMCID 300013, DOI 10.1073/pnas.49.6.817, Bibcode 1963PNAS...49..817G)
- Phillip A. Griffiths, « On the differential geometry of homogeneous vector bundles », Trans. Amer. Math. Soc., vol. 109,‎ 1963, p. 1–34 (DOI 10.1090/s0002-9947-1963-0162248-5, MR 0162248)
- Phillip A. Griffiths, « The residue calculus and some transcendental results in algebraic geometry, I », Proc Natl Acad Sci U S A, vol. 55, no 5,‎ 1966, p. 1303–1309 (PMID 16591357, PMCID 224316, DOI 10.1073/pnas.55.5.1303, Bibcode 1966PNAS...55.1303G)
- Phillip A. Griffiths, « The residue calculus and some transcendental results in algebraic geometry, II », Proc Natl Acad Sci U S A, vol. 55, no 6,‎ 1966, p. 1392–1395 (PMID 16578635, PMCID 224330, DOI 10.1073/pnas.55.6.1392, Bibcode 1966PNAS...55.1392G)
- Phillip A. Griffiths, « Some results on locally homogeneous complex manifolds », Proc Natl Acad Sci U S A, vol. 56, no 2,‎ 1966, p. 413–416 (PMID 16591369, PMCID 224387, DOI 10.1073/pnas.56.2.413, Bibcode 1966PNAS...56..413G)
- Phillip A. Griffiths, « A transcendental method in algebraic geometry », dans Actes, Congrès intern. math. 1970, t. 1 (lire en ligne), p. 113–119
- Phillip A. Griffiths, « Periods of integrals on algebraic manifolds », Bull. Amer. Math. Soc., vol. 76, no 2,‎ 1970, p. 228–296 (DOI 10.1090/s0002-9904-1970-12444-2, MR 0258824)
- Pierre Deligne, Phillip Griffiths, John Morgan et Dennis Sullivan, « Real homotopy theory of Kähler manifolds », Inventiones Mathematicae, vol. 29, no 3,‎ 1975, p. 245–274 (DOI 10.1007/BF01389853, Bibcode 1975InMat..29..245D, MR 0382702)
- Phillip Griffiths et Joe Harris, « A Poncelet theorem in space », Comment. Math. Helvetici, vol. 52,‎ 1977, p. 145–160 (DOI 10.1007/bf02567361)
- S. S. Chern et Phillip A. Griffiths, « Abel's Theorem and Webs », Jber. D. Dt. Math.-Verein., vol. 80,‎ 1978, p. 13–110 (lire en ligne)
- Phillip A. Griffiths, « Complex analysis and algebraic geometry », Bull. Amer. Math. Soc., vol. 1, no 4,‎ 1979, p. 595–626 (DOI 10.1090/s0273-0979-1979-14640-8, MR 532551)
- Phillip A. Griffiths, « Poincaré and algebraic geometry », Bull. Amer. Math. Soc. (N.S.), vol. 6, no 2,‎ 1982, p. 147–159 (DOI 10.1090/s0273-0979-1982-14967-9, MR 640942)

### Livres
- 2012: avec Mark Green et Matt Kerr, Mumford–Tate groups and domains : their geometry and arithmetic, Princeton University Press, 2012, 289 p. (ISBN 978-0-691-15425-1, lire en ligne)[9].
- 2003: Selected Works of Phillip A. Griffiths with Commentary 4 vols., American Mathematical Soc., 2003 : 
  - Phillip Griffiths et Maurizio Cornalba, Vol. 1, 2003 (ISBN 0-8218-2086-9, lire en ligne)
  - Phillip Griffiths et Maurizio Cornalba, Vol. 2, 2003, 782 p. (ISBN 0-8218-2087-7, lire en ligne)
  - Phillip Griffiths et Maurizio Cornalba, Vol. 3, 2003 (ISBN 0-8218-2088-5, lire en ligne)
  - Phillip Griffiths et Maurizio Cornalba, Vol. 4, 2003, 598 p. (ISBN 0-8218-2089-3, lire en ligne)
- 2003: avec Robert Bryant et Daniel Grossman, Exterior differential systems and Euler-Lagrange partial differential equations, University of Chicago Press, 2003 (ISBN 0-226-07793-4 et 0-226-07794-2)[10].
- 1989: Introduction to Algebraic Curves, American Mathematical Soc., coll. « Translations of mathematical monographs » (no 76), 1989, 225 p. (ISBN 0-8218-8676-2 et 9780821886762)
- 1987: avec Gary R. Jensen, Differential Systems and Isometric Embeddings, Princeton University Press, 1987 (ISBN 0-691-08429-7)[11].
- 1984:  Topics in Transcendental Algebraic Geometry, Princeton University Press, 1984, 316 p. (ISBN 0-691-08335-5)
- 1983:  Exterior Differential Systems and the Calculus of Variations, Boston, Birkhäuser, 1983 (ISBN 3-7643-3103-8)
- 1981:  (en) avec John W. Morgan, Rational Homotopy Theory and Differential Forms, Boston, Birkhäuser, 1981 (ISBN 3-7643-3041-4)[12]
- 1978:  (en) avec Joe Harris (mathématicien), Principles of Algebraic Geometry, New York, Wiley, 1978, 813 p. (ISBN 0-471-32792-1)[13].
- 1976:  Entire Holomorphic Mappings in One and Several Complex Variables, Princeton University Press, 1976, 99 p. (ISBN 0-691-08171-9)[14].